# Пеппер, Арт
Артур Эдвард Пеппер младший (англ. Arthur Edward Pepper, Jr.), более известен как Арт Пеппер (англ. Art Pepper) — американский джазовый музыкант, саксофонист, кларнетист, бэнд-лидер. Один из знаковых джазменов вест-кост-джаза

## Биография
Родился в 1925 году в Калифорнии. Отец, моряк торгового флота и мать, умершая, когда Арту Пепперу было четырнадцать, были алкоголиками, поэтому молодой музыкант с юности воспитывался бабушкой отца. Он рано начал интересоваться музыкой и демонстрировать способности к ней, и стал брать уроки. В девять лет Арт Пеппер освоил кларнет, в 13 начал играть на альт-саксофоне в составе сначала Gus Arnheim’s band, а затем Lee Young’s band Декстера Гордона и сразу же нашёл поклонников своей игры в одном из негритянских (Арт Пеппер стал одним из первых музыкантов, игравших в совместных коллективах) клубов на Центральной авеню.
В семнадцать лет Арт Пеппер стал профессиональным музыкантом, присоединившись к Бенни Картеру, а затем к оркестру Стэна Кентона. В 1943 года Арт Пеппер был призван в армию, служил в военной полиции в Лондоне, где поддерживал форму с британскими коллективами. После войны музыкант вернулся в Лос-Анджелес и продолжил работу в Kenton Innovations Orchestra. В этом оркестре он работал до 1951 года, после чего начал работать с различными коллективами, выступая и как бэнд-лидер, и как сайдмен. В 1957 году Арт Пеппер подписал контракт с Contemporary Records.
К 1950-м годам Арт Пеппер стал расцениваться как один из лучших альт-саксофонистов в джазе, уступая первенство лишь Чарли Паркеру (по оценке читателей журнала Down Beat 1952 года). Однако его называли при этом одним из немногих саксофонистов, кто смог избежать подражания Паркеру. Вместе с такими известными джазменами, как Чет Бейкер, Джерри Маллиган и Шелли Мэнн он ассоциировался с так называемым джазом западного побережья (вест-кост-джаз), который контрастировал с джазом восточного побережья, где главными фигурами тогда были Чарли Паркер, Диззи Гиллеспи и Майлз Дейвис.
С 1952 года музыкант лечился от героиновой зависимости, а в 1954 году музыкант впервые получил тюремный срок. С этого времени его карьера постоянно прерывалась на заключение и лечение (1954—1956, 1960—1961, 1961—1964, 1964—1965, при этом некоторые его преступления были связаны уже с грабежами), но каждый раз он возвращался и снова выходил на прежний уровень. В 1961—1965 годах Арт Пеппер отбывал наказание в Сан-Квентин, после отбывания наказания в конце 1960-х лечился в центре реабилитации Synanon, где он встретил свою жену Лауру. Особенно ярким стало возвращение Арта Пеппера в середине 1970-х, после метадоновой терапии и при поддержке своей жены, и к этому времени относятся одни из самых его ярких работ, в том числе и на кларнете. Последние годы своей жизни Арт Пеппер «пытался наверстать упущенное, выступая каждый раз не на жизнь, а на смерть, гастролируя по всему миру, поучаствовав в записи более сотни альбомов».
В 1979 году его жена выпустила биографию музыканта Straight Life а в 1981 году был выпущен телефильм «Заметки выжившего джазмена»
Арт Пеппер умер 15 июня 1982 года от кровоизлияния в мозг.

## Стиль
Карьеру Арта Пеппера делят на три части: раннюю (1950-е), когда Пеппер выступал в основном как бэнд-лидер:
Ранний звук Пеппера был холоден как сухой лёд, с безупречным интонацией и вибрато
Оригинальный текст (англ.)Pepper's early tone was cool, dry-ice with impeccable intonation and vibrato
среднюю (1960-е):
Звук Пеппера стал потрёпанным в драке, выдавая голые эмоции которые он выдувал из своей трубы до конца своей жизни 
Оригинальный текст (англ.)Pepper's tone began to fray, betraying the naked emotion he would emit from his horn during the end of his life
и позднюю (1970-е):
Пеппер полностью перестроился и стал бесконечно страстным
Оригинальный текст (англ.)Peppers is fully reconstructed and infinitely impassioned.
В начале своей карьеры Пеппер играл в светлых воздушных тонах, посредством которых он достигал редкой эмоциональности, которая отражала его восхищение Чарли Паркером и те уроки, что он брал у Бенни Картера. После реабилитации и периода увлечения тенор-саксофоном, на котором он играл музыку в которой одновременно было влияние Лестера Янга и ощущение Джона Колтрейна, Пеппер развивал крепкий с боповыми корнями стиль альт-саксофона, который сохранил большую часть его богатой мелодикой игры начала карьеры.   
Оригинальный текст (англ.)Early in his career Pepper played with a light airy tone, through which burned a rare intensity of emotion that reflected his admiration for Charlie Parker and the lessons he learned playing with Carter. After his rehabilitation and a period playing tenor saxophone, on which instrument he showed both the influence of Lester Young and an awareness of John Coltrane, Pepper developed a strong, bop-rooted alto style that retained much of the richly melodic elements of his earlier playing 
С самого начала игра Арта сочетала в себе нежную деликатность звука с чистотой музыкальной темы…
Оригинальный текст (англ.)From the beginning Art’s playing combined a tender delicacy of tone with a purity of narrative line… 
Харуки Мураками написал эссе о музыканте в Джазовых портретах, сказав что: «Мне не доводилось слышать Арта Пеппера „живьем“, однако в его многочисленных записях неизменно присутствует острое, граничащее с самоистязанием раздражение. Музыкант словно жалуется на свою долю: „То, что я сейчас играю, — на самом деле совсем не то, что мне хочется играть“. Какой бы замечательной ни была его игра, все равно после каждого соло кажется, что он колотит инструментом о стенку. Нам нравится слушать Арта Пеппера. Однако вряд ли кто вспомнит хотя бы одну из его счастливых записей. Честный падший ангел Пеппер играл, не жалея себя. Альт-саксофон, как и полагается, был всегда с ним».

## Дискография

### Как лидер
- 1951 Popo (Xanadu Records, 1980)
- 1952 The Early Show (Xanadu, 1976; перевыпущен как A Night at the Surf Club, Vol. 1)
- 1952 The Late Show (Xanadu, 1980; перевыпущен как A Night at the Surf Club, Vol. 2)
- 1952 Surf Ride (Savoy)
- 1952 Art Pepper: Sonny Redd (Savoy)
- 1953 Art Pepper Quartet: Volume 1 (Time Is)
- 1954 Art Pepper Quintet (Discovery)
- 1956 Val’s Pal (VSOP)
- 1956 The Art Pepper Quartet (Tampa/OJC)
- 1956 The Artistry of Pepper (Pacific Jazz)
- 1956 Art Pepper with Warne Marsh (Victor; выпущен как The Way it Was!, Contemporary)
- 1956 Chet Baker & Art Pepper «Playboys» (Pacific Jazz)
- 1957 Show Time (только в Японии)
- 1957 Art Pepper Meets the Rhythm Section (Contemporary/OJC)
- 1957 The Art of Pepper, Vol. 1-3 (Blue Note, VSOP)
- 1957 Mucho Calor (Andex/VSOP/TOFREC)
- 1958 The Art Pepper: Red Norvo Sextet (Score)
- 1959 Art Pepper + Eleven — Modern Jazz Classics (Contemporary/OJC)
- 1959 Two Altos (Savoy)
- 1960 Gettin' Together (Contemporary/OJC)
- 1960 Smack Up (Contemporary/OJC)
- 1960 Intensity (Contemporary/OJC)
- 1962 Chet Baker & Art Pepper «Picture of Heath» (Pacific Jazz)
- 1963 Pepper/Manne (Charlie Parker)
- 1964 Art Pepper Quartet in San Francisco (1964) live (Fresh Sound)
- 1968 Art Pepper Quintet : Live at Donte’s 1968 (1968) live (Fresh Sound)
- 1975 Garden State Jam Sessions live (Lone Hill Jazz)
- 1975 I’ll Remember April : Live at Foothill College (Storyville)
- 1975 Living Legend (Contemporary/Original Jazz Classics)
- 1976 The Trip (Contemporary/OJC)
- 1977 A Night in Tunisia live (Storyville)
- 1977 No Limit (Contemporary/OJC)
- 1977 Tokyo Debut live (Galaxy)
- 1977 Thursday Night at the Village Vanguard live (Contemporary/OJC)
- 1977 Friday Night at the Village Vanguard live (Contemporary/OJC)
- 1977 Saturday Night at the Village Vanguard live (Contemporary/OJC)
- 1977 More for Les: at the Village Vanguard Vol. 4 live (Contemporary/OJC)
- 1977 San Francisco Samba: Live at Keystone Korner (Contemporary)
- 1977 The Gauntlet (саундтрек к фильму Сквозь строй) (Warner Bros.)
- 1978 Live in Japan, Vol. 1: Ophelia (Storyville)
- 1978 Live in Japan, Vol. 2 (Storyville)
- 1978 Among Friends (Discovery)
- 1978 Art Pepper Today (Original Jazz Classics)
- 1978 Birds and Ballads (Galaxy)
- 1979 So in Love (Artists House)
- 1979 New York Album (Original Jazz Classics)
- 1979 Artworks (Galaxy)
- 1979 Tokyo Encore live (Dreyfus)
- 1979 Landscape live (Galaxy/OJC)
- 1979 Straight Life (Galaxy/OJC)
- 1980 Winter Moon (Galaxy/OJC)
- 1980 One September Afternoon (Galaxy/OJC)
- 1980 Blues for the Fisherman (TAA/Mole)
- 1981 Art Pepper with Duke Jordan in Copenhagen 1981 live (Galaxy)
- 1981 Art Lives (Galaxy)
- 1981 Roadgame live (Galaxy/OJC)
- 1981 Art 'n' Zoot (WestWind)
- 1981 Arthur’s Blues(Original Jazz Classics)
- 1982 Goin' Home (Original Jazz Classics)
- 1982 Tête-à-Tête (Galaxy/OJC)
- 1982 Darn That Dream (Real Time)
- 1991 Art in L.A. (WestWind, записи 1957 и 1960)
- 2006 Summer Knows (Absord, японский релиз ранних записей)
- 2006-12 Unreleased Art, vols. 1-6. (Widow’s Taste)

### С Четом Бейкером
- The Route (Pacific Jazz, 1956)
- Chet Baker Big Band (Pacific Jazz, 1956)
- Playboys  (Pacific Jazz, 1956)

### Как сайдмен
- 1953 The West Coast Sound (с Shelly Manne & His Men) — Contemporary
- 1956 Hoagy Sings Carmichael (с Хоги Кармайклом) — Pacific Jazz
- 1956 The Marty Paich Quartet featuring Art Pepper (с Марти Пайхом) — Tampa/VSOP
- 1959 Mr. Easy (с Джессе Белвеном) — RCA
- 1959 Lady Lonely (с Тони Харпером) — RCA
- 1959 Herb Ellis Meets Jimmy Giuffre (с Хербом Эллисом и Джимми Джюфри) — Verve
- 1959 Some Like It Hot (с Барни Кесселом) — Contemporary
- 1960 Night Mood (с Тони Харпером) — RCA
- 1968 Mercy, Mercy (с Бадди Ричем) — Pacific Jazz
- 1976 On the Road (с Артом Фармером) — Contemporary
- 1978 Birds and Ballads (с Джонни Гриффином)
- 1979 California Hard (с Доло Кокером) — Xanadu Records
- 1979 Very R.A.R.E. (с Элвином Джонсом) — Trio Japan
- 1980 Blues for the Fisherman (с Милчо Левиевым) — [Live] Mole
- 1980 True Blues (с Милчо Левиевым) — [Live] Mole
- 1981 Mistral (с Фредди Хаббардом)
- 1982 Richie Cole And… Return to Alto Acres (с Ричем Коулом) — Palo Alto